# Clemente José Carlos de Gouvea Isnard
Dom Clemente José Carlos de Gouvea Isnard, O.S.B. (Rio de Janeiro, 8 de julho de 1917 — Recife, 24 de agosto de 2011) foi um monge beneditino e bispo católico brasileiro, primeiro da Diocese de Nova Friburgo.
José Carlos Isnard estudava Ciências Jurídicas e Sociais na Faculdade de Direito do Rio de Janeiro quando passou a frequentar a Ação Católica e o Centro Dom Vital. Concluído o curso, manifestou à família o desejo de ser monge. Seu pai sugeriu então uma viagem para a Europa ao longo de um ano. Após seu regresso, o desejo pela vida religiosa persistiu. Entrou então para a Ordem de São Bento, em 1937, com o nome de Clemente. Foi ordenado sacerdote em 1942. Em 1960, foi sagrado bispo da diocese de Nova Friburgo, onde permaneceu até 1992. Neste período, nesse período que descobriu a opção preferencial pelos pobres, que ajudou a implantar na Conferência de Puebla. Em 1964 foi nomeado membro do Conselho para a execução da Constituição sobre a Sagrada Liturgia do Concílio pelo Papa Paulo VI e em 1969, membro da recém-criada Sagrada Congregação para o Culto Divino. Também em 1964 foi eleito Presidente da Comissão Litúrgica da Conferência Nacional dos Bispos do Brasil,onde permaneceu por 23 anos. À frente destes cargos, Dom Clemente foi responsável direto pela reforma litúrgica no Brasil.
Participou do Concílio Vaticano II, das Conferências de Puebla (1970) e Conferência de Santo Domingo (1992). Foi vice-presidente da CNBB entre 1979 a 1983, sob a presidência de Dom Ivo Lorscheiter e tendo Dom Luciano Mendes de Almeida como secretário geral. Foi presidente do Departamento de Liturgia do Conselho Episcopal Latino-Americano (CELAM) de 1979 a 1982 e segundo vice-presidente do CELAM de 1983 a 1987. 
Após deixar Nova Friburgo, foi vigário-geral da diocese de Duque de Caxias, cargo no qual permaneceu até 2004. Aos 90 anos, foi viver em Recife, onde passou a se dedicar à defesa do Movimento Litúrgico e do Concílio Vaticano II.
Em 2008, escreveu o livro "Reflexões de um Bispo Sobre as Instituições Eclesiásticas Atuais" publicado pela Editora Olho D’Água, que trata de temas polêmicos na Igreja, como o celibato, o sacerdócio feminino e a participação dos leigos na escolha dos bispos. 
Morreu aos 94 anos, de parada respiratória.